# Превентор

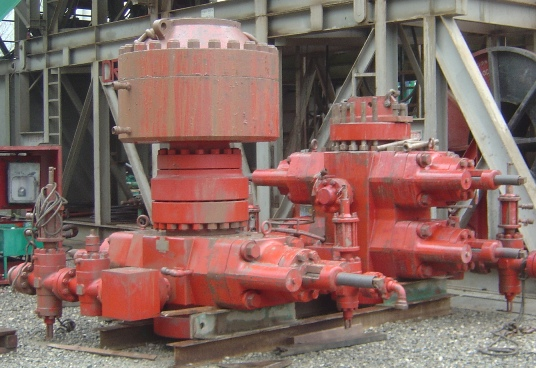
Превентор на газовой скважине.

Превентор (от лат. Praevenio — предупреждаю) —  рабочий элемент комплекта противовыбросового оборудования, устанавливаемый на устье скважины. Основная функция превентора — герметизация устья нефтегазовой скважины в чрезвычайных ситуациях при строительстве или ремонтных работах на скважине. Герметизация скважины предотвращает открытое фонтанирование нефти и, как следствие, предотвращает возникновение пожара или загрязнение окружающей среды. В настоящее время установка противовыбросового оборудования является обязательным условием при ведении буровых работ.

## Разновидности
Оборудование противовыбросовое предназначено для герметизации устья нефтяных и газовых скважин в процессе их строительства и ремонта с целью безопасного ведения работ, предупреждения выбросов и открытых фонтанов, охраны окружающей среды.
В состав оборудования входят колонные фланцы, крестовины, надпревенторные катушки, система гидроуправления превенторами и задвижками, манифольд и трубопроводы, соединяющие гидроуправление, гидроуправляемые элементы.
По способу герметизации устья скважины противовыбросовое оборудование различается на:
- плашечные превенторы (делятся на трубные и глухие), также к ним можно отнести превентора со срезающими плашками (у которых в случае ЧП (ГНВП или ОФ) буровая труба перекусывается и зажимается мощными гидравлическими плашками).

- превенторы универсальные (кольцевые) предназначены для перекрытия отверстия в скважине, если в ней находится любая часть бурильной колонны (замок, труба, ведущая труба)

- превенторы вращающиеся (герметизаторы роторные) предназначены для уплотнения устья скважины с вращающейся в ней трубой или ведущей трубой

## Маркировка
Маркировка состоит из букв ОП, после чего идёт номер схемы, по которой выполнен превентор, далее условный проход превентора в мм, потом условный проход манифольда, и расчётное рабочее давление при выбросе в мегапаскалях.
Пример:
ОП5 230/80х35
ОП5 230/80-35
ОП5 230/80х350
ОП5 350/80х35
ОП5 350/80-35
ОП5 350/80х350

## Технические условия эксплуатации противовыбросового оборудования и порядок его освидетельствования
Противовыбросовое оборудование работает в диапазоне температур от +55 °C до −40 °C. Превенторы подлежат обязательному техническому освидетельствованию: раз в 8 лет — Ростехнадзором (при сроке эксплуатации более 10 лет), раз в квартал — техническими службами буровой эксплуатирующей компании.